# Kodspråk
Ett kodspråk eller ett hemligt språk är en regelmässig förvrängning av folkspråket för att göra det svårare att förstå för utomstående. Kodspråk är en muntlig tradition och det är mer sällsynt att språket skrivs ned. 
Vissa kodspråk används av barn, som rövarspråket, allspråket, fikonspråket, pig latin, och tvärtomspråket och har då karaktär av lek eller skämtspråk. Andra har använts av hantverkare eller vissa grupper, som knoparmoj, månsing och malungsskinnarnas skinnarmål, och då haft karaktär av fackspråk eller sociolekt.
Många av dessa språk använder sig ofta av en enkel standardförvanskning av orden utifrån en kod. Av en van talare kan ett sådant kodspråk lätt avkodas och kodas samtidigt som det talas, medan andra som inte är förtrogna med koden, eller är lika skickliga, bara hör en massa nonsens.
Ibland kan verkliga men ovanliga språk användas som kodspråk motsvarande chiffer, exempelvis i militära sammanhang. Detta var fallet under andra världskriget fallet med navajo, ett språk som var mycket ovanligt utanför det krigförande USA.